# 알렉세이 네모프
알렉세이 유리예비치 네모프(러시아어: Алексе́й Ю́рьевич Не́мов, 1976년 5월 28일~)는 러시아의 은퇴한 체조 선수이다. 선수 경력 동안 그는 올림픽에서 금메달 4개를 포함한 12개의 메달을 획득했으며, 세계 선수권 대회에서 금메달 5개 획득했다.

## 경력
1976년 소련 바라셰보에서 태어난 네모프는 볼가강 인근의 톨리야티에서 자랐다. 그의 아버지는 네모프의 유아기 때 네모프와 그의 어머니를 내버려둔채 떠났고, 네모프는 그 이후로 아버지를 만나지 못했다. 5세때 체조를 시작한 그는 1991년에 소련 주니어 체조 국가대표에 발탁되었으며 1993년에 16세의 나이로 러시아 체조 국가대표로 발탁되었다. 그 해 4월 영국 버밍엄에서 열린 1993년 세계 선수권 대회에서 5위를 했다.
1995년 일본 사바에에서 열린 세계 선수권 대회에 출전했다. 네모프가 포함된 러시아 대표팀은 예선전에서 저조한 모습을 보였고, 대표팀은 11위를 했다. 네모프는 개인 종합에서 96위에 올랐다.
1996년 애틀란타에서 열린 올림픽에서 유력한 우승 후보로 손꼽혔으며. 네모프는 금메달 2개를 포함한 6개의 메달을 획득했다. 그는 세계 선수권 대회 우승자인 중화인민공화국의 리샤오솽과 경쟁하면서 모든 종목에서 철저하게 경기를 펼쳤다.
2000년 시드니에서 열린 올림픽에서 지난 시드니 올림픽처럼 금메달 2개를 포함해서 총 6개의 메달을 획득했다. 2004년 하계 올림픽에 참가한 후 은퇴했으며, 2017년에 국제 체조 연맹 명예의 전당에 헌액되었다.

## 같이 보기
- 올림픽 다관왕 목록